# Fabryka Kotłów Sefako
Fabryka Kotłów "SEFAKO" S.A. – polskie przedsiębiorstwo z siedzibą w Sędziszowie (woj. świętokrzyskie), produkujące kotły energetyczne i elementy ciśnieniowe. Założone w 1974, przekształcone w spółkę akcyjną w 1994. Nazwa SEFAKO jest akronimem powstałym od słów Sędziszowska Fabryka Kotłów na wzór nazwy Raciborskiej Fabryki Kotłów RAFAKO w Raciborzu.
Głównym asortymentem produkcji Fabryki Kotłów „SEFAKO” S.A. są kotły o średniej mocy od 1 MW do 250 MW, które znajdują zastosowanie w energetyce zawodowej, przemysłowej i ciepłownictwie.
Spółka SEFAKO produkuje kotły płomienicowo-płomieniówkowe i kotły wodnorurowe, w tym kotły palnikowe olejowo- gazowe, rusztowe na paliwa stałe, do współspalania i spalania biomasy oraz kotły do termicznego przetwarzania odpadów i RDF. 
Właścicielem 95,97% akcji SEFAKO jest Towarzystwo Finansowe Silesia sp. z o.o. Fabryka Kotłów „SEFAKO” S.A. jest właścicielem 98,5% akcji CBKK Centralnego Biura Konstrukcji Kotłów S.A. z siedzibą w Tarnowskich Górach oraz 60% udziałów SPEC Sędziszowskiego Przedsiębiorstwa Energetyki Cieplnej Sp. z o.o. z siedzibą w Sędziszowie.
SEFAKO zatrudnia ok. 1000 pracowników i jest największym regionalnym pracodawcą w województwie świętokrzyskim. Spółka znajdowała się m.in. w „Złotej Setce” – liście największych przedsiębiorstw w regionie, i podobnej, lecz ogólnopolskiej, „Liście 2000” przygotowywanej przez dziennik Rzeczpospolita (2008). Nadto otrzymała w 2009 przyznawaną przez samorząd województwa „Świętokrzyską Victorię”, a w 2012 „Puls Biznesu” i TNS Pentor wybrał ją jednym z „Filarów Polskiej Gospodarki”.
Spółka dysponuje ponad 53 tys. m² powierzchni produkcyjnej, doświadczoną kadrą inżynieryjną, własnym laboratorium NDT/DT.

## Historia
Fabrykę zaczęto budować w 1971. Trzy lata później uruchomiono produkcję kotłów wodnorurowych. W drugiej połowie lat 70. rozbudowano halę produkcyjną i utworzono magazyn wysokiego składowania, a całą inwestycję zakończono w 1980. W połowie lat 80. rozpoczęto produkcję kotłów w technologii ścian gazoszczelnych typu WRp. W 1994 przedsiębiorstwo zostało przekształcone w spółkę akcyjną. W 1998 zostało przyłączone do grupy kapitałowej Polimex–Cekop. W 2004 nowo powołana grupa Polimex-Mostostal objęła 82% akcji SEFAKO.
W 2009 oddano do użytku nową halę produkcyjną o powierzchni 15,5 tys. m². W ramach wartej 65 mln zł inwestycji wybudowano także budynki: biurowy, socjalny, techniczny i laboratoria. Dzięki poszerzeniu zakładu, fabryka stała się największym tego typu obiektem w Polsce. W nowej hali rozpoczęto montaż kotłów i urządzeń energetycznych z prefabrykatów produkowanych w starej hali. Budynek stał się również miejscem prób wodnych, odbioru technicznego i wysyłki produktu do klienta.
W 2013 właściciel sfinalizował sprzedaż 95,97% akcji SEFAKO związanemu z Agencją Rozwoju Przemysłu funduszowi Mars. Transakcja opiewała na kwotę 72,32 mln zł, płatnych w zaliczce w wysokości 36,16 mln zł i dwóch ratach po 18,08 mln zł. W 2014 SEFAKO podpisało porozumienie z Zespołem Szkół Ponadgimnazjalnych w Sędziszowie, dotyczące kształcenia fachowców, praktyk, płatnych staży i stałej pracy.
W 2014 przedsiębiorstwo otrzymało Odznakę Honorową Województwa Świętokrzyskiego.
W marcu 2018 roku właścicielem 95,97% akcji SEFAKO zostało Towarzystwo Finansowe Silesia sp. z o.o. z siedzibą w Katowicach.